# Santurce (Porto Rico)
Santurce est un quartier de la municipalité de San Juan, à Porto Rico. Sa population en 2010 était de 81 251 habitants,,. C'est également le plus grand et le plus peuplé de tous les districts de la capitale avec une population plus importante que la plupart des municipalités de Porto Rico et l'une des zones les plus densément peuplées de l'île (15 447,0 personnes par mile carré). 

## Liminaire
Santurce est l'une des dix zones les plus peuplées de l'île. Il comprend les quartiers de Miramar, Loíza, Isla Grande, Barrio Obrero et Condado qui sont des points chauds culturels pour l'art, la musique, la cuisine, la mode, les hôtels, la technologie, le multimédia, le cinéma, le textile et les startups. 
Le recensement américain de 2010 a enregistré une population totale de 81 251 personnes vivant dans une zone de 13,6 km2. C'est l'arrondissement (barrio) le plus peuplé de Porto Rico et l'une des zones les plus densément peuplées de San Juan, avec 15 447 habitants par mile carré (soit 6 931,2 habitants par km²). 

## Géographie
Géographiquement parlant, Santurce est une péninsule qui est attachée au continent à l'est, où elle borde le district d'Isla Verde de la municipalité de  Caroline. Santurce mesure 7,6 km de long d'ouest en est, et jusqu'à 3,0 km de large dans la partie orientale. La péninsule est délimitée par l'océan Atlantique au nord, et compte plus de cinq kilomètres de plages. 
Au sud se trouve le canal Martín Peña, qui sépare Santurce des barrios nord de l'ancienne municipio Río Piedras (Hato Rey Norte, Hato Rey Central et Oriente). À l'ouest se trouve la baie de San Juan, où trois ponts, "Puente Dos Hermanos" (Ave. Ashford), "Puente G. Esteves" (Ave. Ponce de León) et "Puente San Antonio" (Ave. Fernandes Juncos) relient Santurce à "La Isleta" (petite île) où se trouve le vieux San Juan. Il a une superficie totale de 22,5 km2 composé de 13,6 km2 de terrain et 9,0 km2 de plan d'eau.

## Démographie

### Subdivisions de Santurce

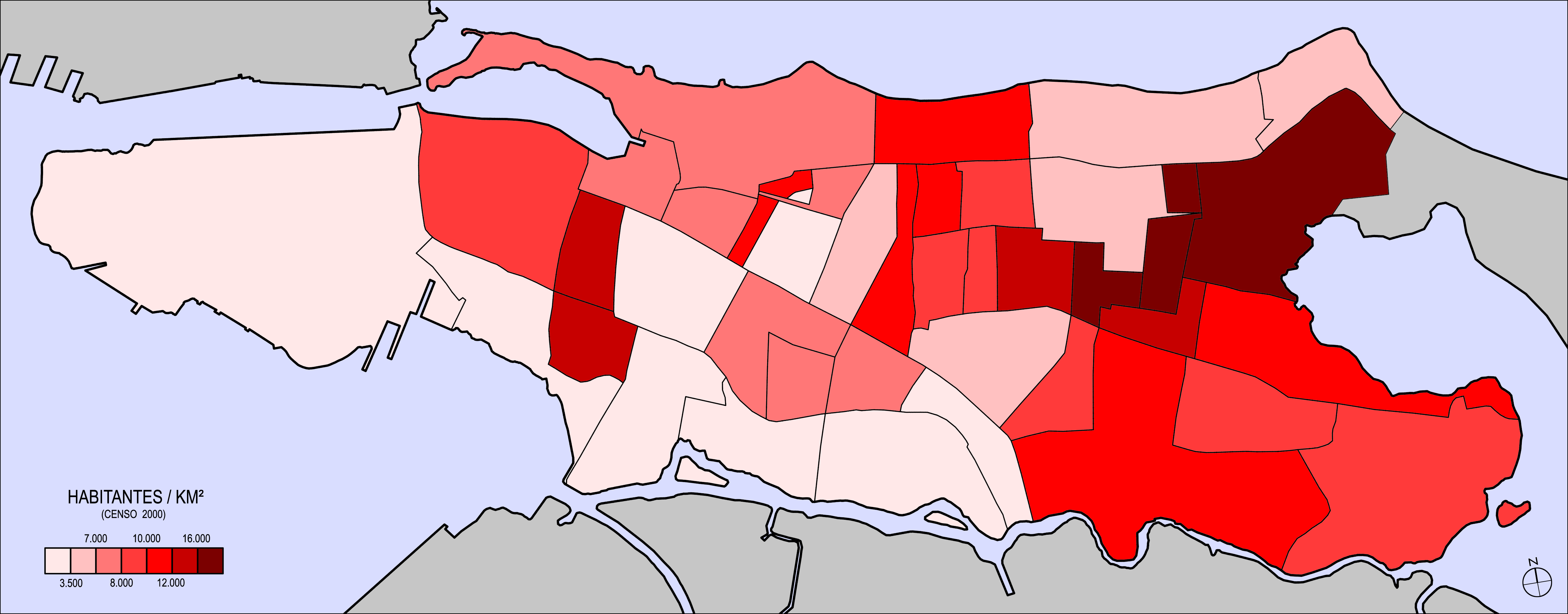
Densité de population par sous-district de Santurce selon le recensement de 2000.

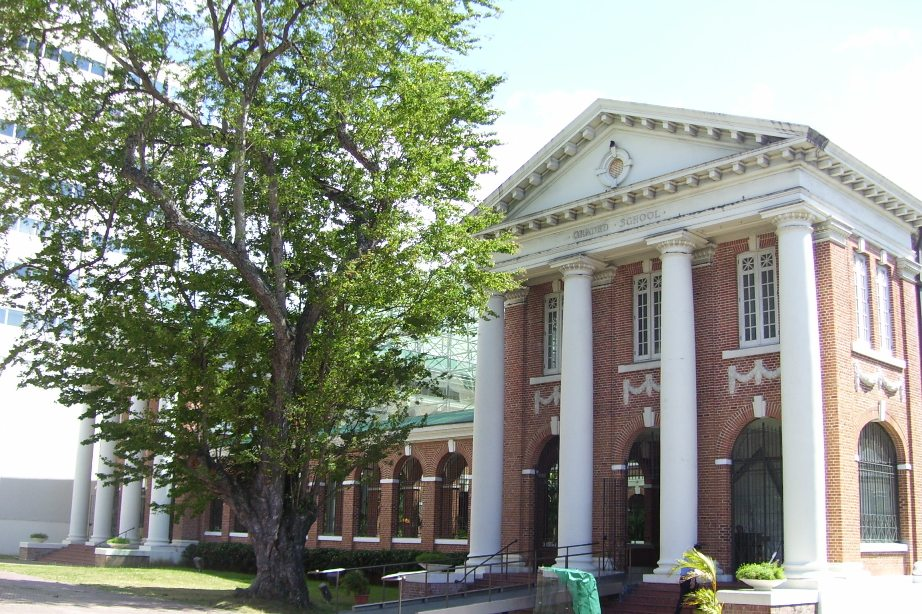
Musée d'art contemporain de Porto Rico

Santurce a une communauté de 81 251 habitants vivant sur une superficie de 13,6 km2. Il est subdivisé en quarante "subbarrios" (sous-districts). 
| 1 2 3 4 5 6 7 8 9 10 11 12 13 14 15 16 17 18 19 20 21 22 23 24 25 26 27 28 29 30 31 32 33 34 35 36 37 38 39 40 |

1. Alto del Cabro
2. Barrio Obrero
3. Bayola
4. Bolívar
5. Buenos Aires
6. Campo Alegre
7. Chícharo
8. Condadito
9. Condado
10. Figueroa
11. Gandul
12. Herrera
13. Hipódromo
14. Hoare
15. Isla Grande
16. La Zona
17. Las Casas
18. Las Marías
19. Las Palmas
20. Loíza
21. Machuchal
22. Marruecos
23. Martín Peña
24. María Moczó
25. Melilla
26. Merhoff
27. Minillas
28. Miramar
29. Monteflores
30. Ocean Park
31. Parque
32. Pozo del Hato
33. Pulguero
34. Sagrado Corazón
35. San Juan Moderno
36. San Mateo
37. Seboruco
38. Shanghai
39. Tras Talleres
40. Villa Palmeras

| Nr.                                                      | Sub-barrio       | Superficie (km²) | Population (Census 2000) | Densité km² |
| -------------------------------------------------------- | ---------------- | ---------------- | ------------------------ | ----------- |
| 1                                                        | Alto del Cabro   | 0.156717         | 1164                     | 7427.4      |
| 2                                                        | Barrio Obrero    | 1.034200         | 11467                    | 11087.8     |
| 3                                                        | Bayola           | 0.071645         | 564                      | 7872.1      |
| 4                                                        | Bolívar          | 0.163417         | 1223                     | 7483.9      |
| 5                                                        | Buenos Aires     | 0.446986         | 1303                     | 2915.1      |
| 6                                                        | Campo Alegre     | 0.123061         | 942                      | 7654.7      |
| 7                                                        | Chícharo         | 0.075355         | 722                      | 9581.3      |
| 8                                                        | Condadito        | 0.062470         | 748                      | 11973.7     |
| 9                                                        | Condado          | 0.824791         | 6170                     | 7480.7      |
| 10                                                       | Figueroa         | 0.350927         | 1016                     | 2895.2      |
| 11                                                       | Gandul           | 0.167753         | 2035                     | 12130.9     |
| 12                                                       | Herrera          | 0.123369         | 1841                     | 14922.7     |
| 13                                                       | Hipódromo        | 0.268195         | 2017                     | 7520.6      |
| 14                                                       | Hoare            | 0.363490         | 3                        | 8.3         |
| 15                                                       | Isla Grande1)    | 2.039968         | 753                      | 369.1       |
| 16                                                       | La Zona          | 0.379687         | 1280                     | 3371.2      |
| 17                                                       | Las Casas2)      | 0.803500         | 6775                     | 8431.9      |
| 18                                                       | Las Marías       | 0.242223         | 1172                     | 4838.5      |
| 19                                                       | Las Palmas       | 0.316171         | 2772                     | 8767.4      |
| 20                                                       | Loíza            | 0.323012         | 2139                     | 6622        |
| 21                                                       | Machuchal        | 0.140008         | 1212                     | 8656.6      |
| 22                                                       | María Moczó      | 0.106196         | 1964                     | 18494.1     |
| 23                                                       | Marruecos        | 0.267165         | 0                        | 0           |
| 24                                                       | Martín Peña      | 0.185692         | 415                      | 2234.9      |
| 25                                                       | Melilla          | 0.129544         | 926                      | 7148.2      |
| 26                                                       | Merhoff          | 0.300801         | 2992                     | 9946.8      |
| 27                                                       | Minillas         | 0.215963         | 1484                     | 6871.5      |
| 28                                                       | Miramar          | 0.632154         | 5440                     | 8605.5      |
| 29                                                       | Monteflores      | 0.172397         | 1657                     | 9611.5      |
| 30                                                       | Ocean Park4)     | 0.520891         | 1976                     | 3793.5      |
| 31                                                       | Parque           | 0.299804         | 3251                     | 10843.8     |
| 32                                                       | Pozo del Hato    | 0.176987         | 137                      | 774.1       |
| 33                                                       | Pulguero         | 0.131613         | 1196                     | 9087.2      |
| 34                                                       | Sagrado Corazón  | 0.345472         | 1646                     | 4764.5      |
| 35                                                       | San Juan Moderno | 0.91500          | 1083                     | 11836.1     |
| 36                                                       | San Mateo        | 0.168864         | 1989                     | 11778.7     |
| 37                                                       | Seboruco         | 0.167887         | 2198                     | 13092.1     |
| 38                                                       | Shanghai         | 0.686961         | 11331                    | 16494.4     |
| 39                                                       | Tras Talleres    | 0.168076         | 2453                     | 14594.6     |
| 40                                                       | Villa Palmeras   | 0.163389         | 2648                     | 16206.7     |
|                                                          | Santurce         | 13.568557        | 81251                    | 6932.7      |
| 1) recently named Puerto Rico Convention Center          |                  |                  |                          |             |
| 2) including "Isla Guachinanga" in the "Laguna San José" |                  |                  |                          |             |
| 3) should be attributed to Merhoff Sub-Barrio (22)       |                  |                  |                          |             |
| 4) including "Isla Piedra" one km off the Atlantic coast |                  |                  |                          |             |

## Santé
Santurce possède un vaste réseau de soins de santé qui comprend deux des meilleurs hôpitaux de l'île, Ashford Presbyterian Community Hospital et Pavia Hospital. 

## Résidents notables
- Miguel Arteta, réalisateur cinéma et télévision
- Pura Belpré (en), auteur
- Giannina Braschi, auteure
- Tego Calderón, chanteur de reggaeton
- Deborah Carthy-Deu, Miss Puerto Rico 1985, Miss Univers 1985; actrice, animatrice de télévision
- Lourdes Chacón (en), actrice
- Jessica Cristina (en), chanteuse
- Carly Colón, lutteuse et interprète professionnelle
- Christian Daniel (en), auteur-compositeur-interprète et acteur
- Jack Delano, auteur et photographe
- Benicio del Toro, acteur et producteur
- Edgar Díaz (en), joueur de baseball professionnel
- Rodolfo Fernández-Ramírez, architecte
- José Ferrer, acteur, réalisateur et producteur
- Francisco Figueroa (en), boxeur professionnel
- Eddie Gómez, bassiste
- Wilfredo Gómez, boxeur professionnel
- Sonia Gutierrez (en), éducatrice, militante pour les droits des Hispaniques.
- Nathan Leopold, kidnappeur américain
- Luis López Nieves (en), écrivain
- Gilberto Monroig (en), chanteur
- Andy Montañez, chanteur de salsa pour El Gran Combo
- Antonin Nechodoma (en), architecte
- Ossie Ocasio, boxeur professionnel
- Cynthia Olavarria, Miss Univers Puerto Rico 2005 et première finaliste Miss Univers 2005
- Carlos Ponce, acteur, chanteur et compositeur
- Jorge Posada, joueur de baseball (New York Yankees)
- Ismael Rivera, chanteuse et interprète de salsa
- Ed Romero (en), joueur de baseball
- Luis Rafael Sánchez, écrivain
- Daniel Santos, chanteur et compositeur
- Arthur Schomburg, écrivain et historien
- Olga Tañón, chanteuse